# 善き人
『善き人』（よきひと、原題: Good）は、2008年のイギリス・ドイツ合作のドラマ映画。C・P・テイラーの舞台劇の映画化作品である。

## ストーリー
1930年代。アドルフ・ヒトラー率いるナチスが台頭していたドイツ。ベルリンの大学で講師をしているジョン・ハルダーは、平凡だが心優しく家族想いの「善き人」であった。だが、彼が過去に書いた安楽死に関する小説を、ヒトラーが気に入ったことから状況は一変する。彼はナチスに入党せざるをえなくなり、親友であるユダヤ人のモーリスとも次第に溝が深まっていってしまう。そして月日は流れ、ドイツに反ユダヤの風潮が高まっていったある日、ナチス親衛隊の幹部になったジョンは、モーリスの国外逃亡を支援するが、彼は捕らえられて収容所に送られてしまう。しかもそれが、ジョンのかつての教え子で今は妻となったアンが警察に通報したためであることを知ったジョンは、職権を利用してモーリスが送られたとされる収容所に向かう。しかし大量のユダヤ人が収容されている中でモーリスを見つけることはできず、彼の姿を求めてジョンは収容所内をさまよう。そしてユダヤ人たちの悲惨な状況をつぶさに目にすると、ユダヤ人たちの奏でる美しい音楽に涙する。

## キャスト
※括弧内は日本語吹替
- ジョン・ハルダー - ヴィゴ・モーテンセン（井上倫宏）
- モーリス・イズレアル・グラックシュタイン - ジェイソン・アイザックス（木下浩之）
- アン - ジョディ・ウィッテカー（宮下典子）
- フレディ - スティーヴン・マッキントッシュ（倉富亮）
- フィリップ・ボウラー - マーク・ストロング（山内健嗣）
- ジョンの母 - ジェマ・ジョーンズ